# Frozenbyte
Frozenbyte — финская компания-разработчик компьютерных видеоигр. Находится в Хельсинки, Финляндия. По состоянию на декабрь 2020 года в компании работало около 130 сотрудников.

## История
Компания была основана в 2001 году в Хельсинки. Первой игрой Frozenbyte был шутер с видом сверху Shadowgrounds. Игра получила высокие оценки и даже была удостоена ряда наград в игровых СМИ. И Shadowgrounds, и последующая Shadowgrounds: Survivor были выпущены для Linux в 2009 году и опубликованы Linux Game Publishing.
В 2009 году компания выпустила игру Trine. Этот  платформер с физическими головоломками побил рекорд своего предшественника, всего (данные на декабрь 2011 года) было продано 1,1 миллион копий игры. 7 декабря 2011 года в продажу поступило продолжение игры — Trine 2, которая был выпущена для Microsoft Windows, OS X, PlayStation 3 и Xbox 360 в декабре 2011 года, а затем для Linux в марте 2012 года и Trine 3: The Artifacts of Power, которая был выпущена через ранний доступ Steam в августе 2015 года. Четвертая часть, Trine 4: The Nightmare Prince, вышла в октябре 2019 года.
Распродажа Humble Bundle началась 12 апреля 2011 года и включала пять игр от Frozenbyte, включая Trine, Shadowgrounds и Shadowgrounds: Survivor, для Microsoft Windows, Mac OS X и Linux. Она также содержала исполняемую версию вместе с исходным кодом незавершенной игры Jack Claw и предзаказ на их предстоящую игру Splot.
4 декабря 2015 года компания анонсировала Shadwen, стелс-игру, в которой время движется только тогда, когда движется игрок.
28 мая 2019 года компания анонсировала новую грядущую игру Starbase, научно-фантастическую MMO, которая предположительно находилась в секретной разработке 5 лет.

## Разработанные игры
| Год  | Название                        | Платформа(ы)                                                                             | Примечания |
| ---- | ------------------------------- | ---------------------------------------------------------------------------------------- | ---------- |
| 2005 | Shadowgrounds                   | Windows, Linux, Mac OS X                                                                 |            |
| 2007 | Shadowgrounds: Survivor         | Windows, Linux, Mac OS X                                                                 |            |
| 2009 | Trine                           | Windows, Linux, Mac OS X, PlayStation 3, PlayStation 4, Wii U, Nintendo Switch           |            |
| 2011 | Trine 2                         | Windows, Linux, Mac OS X, PlayStation 3, PlayStation 4, Xbox 360, Wii U, Nintendo Switch |            |
| 2014 | Splot                           | iOS                                                                                      | [ 10 ]     |
| 2015 | Trine 3: The Artifacts of Power | Windows, Linux, Mac OS X, PlayStation 4, Nintendo Switch                                 |            |
| 2016 | Shadwen                         | Windows, macOS, Linux, PlayStation 4                                                     |            |
| 2017 | Has-Been Heroes                 | Windows, Nintendo Switch, PlayStation 4, Xbox One                                        |            |
| 2017 | Nine Parchments                 | Windows, Nintendo Switch, PlayStation 4, Xbox One                                        |            |
| 2019 | Trine 4: The Nightmare Prince   | Windows, Nintendo Switch, PlayStation 4, Xbox One                                        |            |
| 2020 | Boreal Blade                    | Windows, Nintendo Switch                                                                 |            |
| 2021 | Starbase                        | Windows                                                                                  | [ 9 ]      |
| 2023 | Trine 5: A Clockwork Conspiracy | PlayStation 5, Xbox Series X/S, PlayStation 4, Xbox One, Nintendo Switch и Windows       |            |